# Lingapur.S.R, Bilgi
Lingapur.S.R là một làng thuộc tehsil Bilgi, huyện Bagalkot, bang Karnataka, Ấn Độ.